# Уфимские епархиальные ведомости
«Уфимские епархиальные ведомости» - российская газета, распространявшаяся в Уфе и Уфимской губернии в 1879—1916 годах. Язык — русский. Издавалась в г. Уфе при духовной семинарии, 2 раза в месяц. 
Газета Уфимские Епархиальные ведомости являлась официальным органом Уфимское епархии.  Инициатива создания таких газет принадлежит архиепископу херсонскому Иннокентию, которым выработана и программа их, утвержденная св. синодом. Епархиальные ведомости разных епархий включали в себя  официальную часть, содержащую распоряжения св. синода и руководства епархий, и неофициальную - с выписками из трудов св. отцов и духовных писателей, темы для проповедей, историко-статистическое описание епархий, поучения и беседы, извещения и приглашения к участию в благотворительности, назидательные размышления и духовные советы и указание подобных книг.
Редакторы: 
- Официальный и неофициальный отдел. Е. А. Зефиров, инспектор духовной семинарии; с № 7 1902 года - Н. Н. Васильков, священник.; с № 5 1908 года -  редактор офиц. отдела секр. консист.: Н. П. Сигорский; с № 19/21 1913 года - В. И. Брянцев.
- Неофициальный отдел. С № 5 1908 года - Мефодий, архимандрит, ректор семинарии; с № 4 1913 года - И. А. Ардашев, инспектор семинарии.; с № 6 1913 года - И. В. Хохлов, священник; с № 11 1914 года -  В. И. Брянцев.

В 1901—1916 годах выходило по 24 номера в год.
В Приложениях газеты за 1908—1911 годы и 1913—1914 годы печатались отчеты и уставы миссионерских обществ, попечительств, церковных школ и др.,  официальный церковно-ведомственный материал. 